# كورمون
كورمون، (بالإنجليزية: Cormons)‏، (السلوفينية: كرمين، الألمانية: Kremaun)، هي (بلدية) في المنطقة الإيطالية فريولي فينيتسيا جوليا، وتقع على بعد حوالي 45 كم (28 ميل) شمال غرب ترييستي، وحوالي 12 كم (7 ميل) غرب غوريتسيا، على الحدود مع سلوفينيا.

## السكان
في سنة 1871 بلغ عدد السكان  نسمة، وتطور العدد ليصل في سنة 2011 لـ 7٬543 نسمة.
يظهر هذا المخطط البياني تطور النمو السكاني لـ كورمون

## أعلام
- أليساندرو فابرو
- غيتانو بيروسيني
- إزيو ديلا سافيا